# Euphorbia raphilippii
Euphorbia raphilippii är en törelväxtart som beskrevs av Robertus Cornelis Hilarius Maria Oudejans. Euphorbia raphilippii ingår i släktet törlar, och familjen törelväxter. Inga underarter finns listade i Catalogue of Life.